# Messerschmitt M19
Die Messerschmitt M 19 – auch BFW M 19 (für Bayerische Flugzeugwerke) – ist ein Sportflugzeug des deutschen Konstrukteurs Willy Messerschmitt.

## Geschichte
Die M 19 wurde für den Sachsenflug 1927 als Wettbewerbsflugzeug entwickelt und hatte im August 1927 mit Theo Croneiß an Bord ihren Erstflug. Diese Maschine (D-1206) stürzte am letzten Tag der Veranstaltung am 4. September 1927 ab. Da beim Sachsenflug das Verhältnis von Nutzlast zu Leermasse besonders bewertet wurde, konnte Messerschmitt auf die Erfahrungen bei der Entwicklung der M 17 zurückgreifen und mit der M 19 ein Flugzeug entwerfen, dass aufgrund seiner extremen Leichtbauweise mit einer Leermasse von 138 kg bei einer Nutzlast von 198 kg den Wettbewerb schon vor dem Testflug gewann. Es wurden aber nur zwei Maschinen gebaut. Als Ableitung der M 19 entstand 1928 dann die Messerschmitt M 23.

## Konstruktion
Die M 19 war ein einsitziger Tiefdecker in Holzbauweise mit festem nicht einziehbarem Fahrwerk.

## Technische Daten
| Kenngröße             | Daten                                |
| --------------------- | ------------------------------------ |
| Besatzung             | 1                                    |
| Länge                 | 5,40 m                               |
| Spannweite            | 9,60 m                               |
| Höhe                  | 1,50 m                               |
| Flügelfläche          | 7,90 m²                              |
| Leermasse             | 140 kg                               |
| Nutzlast              | 200 kg                               |
| max. Startmasse       | 340 kg                               |
| Höchstgeschwindigkeit | 145 km/h                             |
| Reisegeschwindigkeit  | 120 km/h                             |
| Dienstgipfelhöhe      | 850 m                                |
| Reichweite            | 850 km                               |
| Triebwerke            | ein Bristol Cherub mit 30 PS (22 kW) |